# جورجينا بيرنت
جورجينا بيرنت (بالإنجليزية: Georgina Burnett)‏ هي مدربة حياة ‏ أسترالية، ولدت في 7 ديسمبر 1978 في سيدني في أستراليا.